# E-sports team αD
esports team αD（アルファディ、略称: αD）は、日本のプロeスポーツ組織。『自分(α)の背中には安心できる大きな存在、仲間(D)がいる』という由来。代表石田拳智を筆頭に、数多のプロゲーマーや様々なゲームの配信活動をするストリーマーが在籍している。2018年9月23日に発足。

## 概要
2018年9月23日に超無課金が、元メンバーであるでぃふぇあにesports teamの創設を提案され、プロゲーミングチーム「αD」を設立。代表は「超無課金」。チームの運営は株式会社アルファディによって行われている。
2021年現在では、所属選手は大会出場の他に、YouTubeやTwitchなどのプラットフォームで生放送や動画投稿も行っている。
2019年1月に荒野行動では初の賞金付き非公式リーグ戦「KWL (Knives out Wednesday League)」を開催。開催当初は応募条件に「eスポーツチームであること」を明記し、荒野行動でeスポーツをより浸透させると共に多くのeスポーツチー ムを生み出した。出場するチームは荒野行動で人気の高いプロプレーヤーも多く参加している。また現在では、FFL(FENNEL主催)とならび荒野行動公認のリーグとなっている。
2022年にはAPEX LEGENDS部門を設立し、界隈に衝撃を与えた。※現在は解散。
2024年現在は荒野行動部門やVALORANT部門、ストリーマー部門の3部門が活動している。

## 略歴

### 2018年
- 9月23日：eスポーツチーム「αD」設立。荒野行動部門、ストリーマー部門を設立。初期メンバーは代表の超無課金と、監督のBocky、選手として でぃふぇあ、61ue、Noob、すとろんぐ、ZIZI、サポートのAbu(芝刈り機〆危！)が加入。
- 10月22日：char、Garnet、Shinoaの3名が選手として加入。
- 12月：うまひろ、蓮華7、ともの3名が選手として加入。

### 2019年
- 1月：初の荒野行動リーグ戦「KWL (knives out Wednesday league)」を開催。
- 1月～3月：でぃふぇあチーム・蓮華チームの2チーム編成で活動。
- 4月6日：大西、少年Jが選手として加入。Aves、Crow、Vogelの３チーム体制での活動の開始。
- 4月30日：うまひろが脱退。
- 5月19日：運営会社「株式会社アルファディレクト」を設立し、プロゲーミングチームとなる。代表取締役は石田挙智。
- 5月～6月：Pato、Ruky1、XOXO(れんにき)、Flute、Ensが選手として加入。
- 6月1日：サイバーエージェントグループの「株式会社CyberZ」とスポンサー契約を締結。
- 7月1日：「株式会社BYL」とスポンサー契約を締結。
- 7月13日：広告代理事業を行う「株式会社ブルーオーシャン」と専売契約を締結。
- 7月14日：サウンドプロデューサーとしてPEACEが加入。
- 8月16日～：荒野行動部門2チーム編成で活動。
- 8月15日：飲食店事業を行う「来来亭」とスポンサー契約を締結。
- 8月16日：GaiNが選手として加入。
- 8月18日：Crowより大西、Ens、Fluteが脱退。K1D、Meroの2名が選手として加入。
- 8月27日：ストリーマーとしてへんしゅう長 が加入。
- 9月：「Bar αD」というBarを開業するために9月から2ヵ月間実施したクラウドファンディングでは累計約1,300万円を集める。
- 9月12日：ファッションブランド「K-SWISS」とスポンサー契約を締結。
- 9月14日：TOKYO GAME SHOW 2019へ超無課金とαDメンバーが出演。
- 10月～：荒野行動部門1チーム編成で活動。
- 10月6日：αDAvesよりGaiN、αDCrowよりRuky1、Meroが脱退。
- 10月10日：少年Jが脱退。
- 10月31日：αDAvesよりGarnet、Rengeが脱退。
- 11月2日：アナリストとしてAMAが加入。
- 11月10日：桜美林大学の大学祭にてファンイベントを実施。
- 11月24日：荒野行動公式イベント「荒野の光」において、61ueが人気投票にて32,349票を獲得し、荒野の光金賞を受賞。
- 11月27日：ストリーマーとしてゲドロ(旧名：万事屋)が加入。
- 12月10日：飲食店「GINZA KOSO」とスポンサー契約を締結。
- 12月23日：αDで初のオフラインイベント「αD THEオフライン内戦×MOB」を渋谷で開催。
- 12月23日：AvesにCrazyが選手として加入。

### 2020年
- 1月～：荒野行動部門1チーム編成で活動。
- 1月7日：αD公式Twitterのフォロワーが10万人を突破。
- 1月8日：WELLPLAYEDが運営するメディア「WELLPLAYED JOURNAL」にて超無課金の記事がPV数第3位を受賞。
- 2月1日αDAvesにBettyが選手として加入。
- 3月：株式会社DouYu Japanのライブストリーミングプラットフォーム「Mildom」と業務提携を行う。所属クリエイターのMildomでの配信がスタート。
- 3月20日：ふぇいたんが選手として加入。荒野行動部門αDVogelが再始動。
- 3月31日：Patoが脱退。また荒野行動部門αDAvesにNoah、αDVogelにななちむ、小田哲平が選手として加入。
- 4月～：荒野行動部門2チーム編成で活動。
- 5月7日：「株式会社DAYS GAMING」とスポンサー契約を締結。
- 5月17日：株式会社Logicoolのマルチブランド「ASTRO Gaming」とパートナー契約を締結。
- 5月22日：株式会社ユニットコムのPCブランド「LEVEL∞」とスポンサー契約を締結。
- 6月19日：ゲーミングチェアブランド「DXRACER」とスポンサー契約を締結。
- 7月：荒野行動公式主催の再生数を競う企画「荒野の光S3-賞金争奪戦」にて、ストリーマーのゲドロがTwitter部門にて1位、ストリーマーのへんしゅう長がYouTube部門にて2位を受賞。
- 7月10日：ゲドロがストリーマーとして再加入。
- 8月1日：九州地方の豪雨災害への支援を目的とした大会「九州復興支援大会」を超無課金が主催し、YouTubeのスーパーチャットなどで募金を呼びかけ、総額600万円の募金を実施。
- 8月6日：運営会社名を「株式会社アルファディ」に改名。
- 8月13日：小型航空機チャーターサービスを展開する「株式会社 SKYTREK」とスポンサー契約を締結。
- 8月22日：ファッションウォッチブランド「ICE WATCH」とスポンサー契約を締結。
- 8月29日：開催されたアジア最高峰のeスポーツ国際大会「RAGE ASIA 2020」荒野行動部門にてαDVogelが優勝。
- 9月9日：株式会社ディーオペレーションが運営するBar「Bar αD」をオープン。
- 10月～：荒野行動部門2チーム編成で活動。
- 10月8日：監督兼クリエイターのBockyが専属契約解除。
- 10月31日：荒野行動部門αDVogelよりななちむ、小田哲平が専属契約解除。
- 11月：荒野行動公式大会「荒野HIGH WINTER LEAGUE」にてαDAvesが優勝。
- 11月4日：荒野行動部門αDVogelにこむらいが選手として加入。
- 12月：αD POP IP STORE IN 原宿を開催。
- 12月23日：荒野行動部門αDVogelにGarnetが選手として再加入。

### 2021年
- 1月～：荒野行動部門2チーム編成で活動。
- 1月13日：アナウンサーとして柴田将平が加入。
- 2月1日：わずぼーんがストリーマーとして加入。
- 3月8日：荒野行動部門αDVogelにるぅきぃが選手として再加入。
- 3月29日：ストリーマーチーム「ズヴァン」を結成。初期メンバーは61ue、わずぼーん、すとろんぐ、抜武の4名。
- 3月31日：ストリーマー部門よりAbu(芝刈り機〆危！)、XOXO(れんにき)、荒野行動部門αDAvesよりアナリストAMAが専属契約解除。
- 4月1日：荒野行動部門αDAvesにたこぉが選手として加入。
- 4月2日：ストリーマー部門にぼるぼるえ、皇帝が加入。
- 4月30日、ストリーマー部門よりでぃふぇあが専属契約解除。
- 6月4日：荒野行動部門αDVogelに81りゅうにき、へるず、さのが選手として加入。
- 6月6日：ストリーマー部門につるが加入。
- 8月18日：SME Records所属アーティスト「UNIONE」とαDがコラボしCDを販売。
- 8月18日：αDAvesが「荒野行動プロライセンス契約」を締結。
- 8月31日：ストリーマーよりこむらいが専属契約解除。
- 9月28日：αD POP UP STORE IN 東京を開催。
- 11月22日：KWL11月度DAY3で起きた不祥事に関して､代表の超無課金が自身のチャンネルでの配信上で弁明､αD Aves全5名に対し､3ヶ月間のKWL､FFL､ASGL､KEL出場辞退の処分が課された｡
- 11月31日：ストリーマー部門よりCharが専属契約解除。
- 12月19日：ストリーマー部門よりShinoaが脱退。

### 2022年
- 1月13日：荒野行動の新たなリーグ戦「団体競技トーナメント戦」をスタート。
- 1月15～16日：αD POP UP STORE in名古屋を開催。
- 3月1日：APEX LEGENDS部門を設立。選手としてKaronpe,Obly,Parkha、ヘッドコーチとしてLosjinが加入。
- 3月3日：荒野行動部門αDVogelになうきんぐが選手として加入。
- 4月2日：ストリーマー部門よりつるが脱退。
- 4月2日：カラオケ館を運営する「株式会社B&V」とスポンサー契約を締結。
- 4月5日：ストリーマー部門よりぼるぼるえが脱退。
- 4月6日：ストリーマー部門よりわずぼーんが脱退。
- 4月22日：株式会社ユニットコムのPCブランド「LEVEL∞」とのスポンサー契約解除。
- 4月27日：愛媛県松山を中心に不動産やホテル、温泉、フィットネスなどを提供する「三福グループ」とスポンサー契約を締結。
- 4月28日：サードウェーブのゲーミングPCブランド「GALLERIA 」とのスポンサー契約を締結。
- 4月29日：スペインサッカー1部リーグ「LaLiga」メインスポンサーのマンショングループ「M88MANSION」とスポンサー契約を締結。
- 6月6日：APEX LEGENDS Mobile部門設立を正式に発表。
- 6月10日：らむがスポンサーとして加入。
- 6月25日〜26日：αD POPUP STORE in 大阪を開催。
- 7月1日：荒野行動部門αDVogelよりさのが脱退。
- 7月3日：ストリーマー部門よりゲドロが脱退。
- 7月11日：APEX LEGENDS部門が「APEX LEGENDS GLOBAL SERIES Championship Grand Final 」にて10位に入賞。
- 7月31日：APEX LEGENDS部門より選手のKaronpe,Obly,Parkha及びヘッドコーチのLosjinが脱退。

### 2023年
- 7月1日 ストリーマー部門に陸上部木村・もなぎもが加入。
- 11月19日 荒野CHAMPIONSHIP2.0 にて荒野行動部門αDAvesが4位。
- 12月10日 αD5周年記念ファンミーティングを開催。
- 12月10日 VALORANT部門を設立し、ZETA DIVISIONよりniki・abuが選手として移籍、61ueがストリーマー部門より移籍し、始動した。

### 2024年
- 1月12日 VALORANT部門にkokuya・Bom Alpha・Han・nolozyが加入。
- 3月16日 ストリーマー部門にきお・柊が加入。
- 3月29日 VALORANT部門ROSTER UPDATEがされ、Bom AlphaがMirage Esportsに移籍、abuがストリーマー部門に移籍、nolozyが脱退した。また、PLAYERとしてEscO・COACHとしてsavilax・MANAGER/TRANSLATORとしてBattachangが加入。
- 3月30日 荒野行動部門αDAvesにコーチとしてきゃんさんが加入。
- 4月9日 サポーターせーやまんとのが契約満了。
- 4月11日 荒野行動部門αDAvesにSanoが加入。
- 5月4日 音楽プロデューサーとして堂村璃羽が加入。
- 5月31日 ストリーマーとしてとまちんが加入。
- 5月26日 荒野行動部門αDAvesが荒野CHAMPIONSHIP 2024にて総合10位。
- 7月27・28日 αD POP UP STORE 2024 in 大阪を開催。
- 8月27日 8月度ASG Leage 本戦 8月度にて荒野行動部門αDAvesが優勝。
- 8月28日 8月度KWL 本戦 8月度にて荒野行動部門αDAvesが優勝。
- 8月29日 荒野行動部門αDAvesとPEAK部が合同ファンイベントを開催。
- 9月7・8日 αD POP UP STORE 2024 in 東京を開催。
- 11月～12月、VALORANT部門が『VALORANT Chanllengers Japan Split3』において、Murash Gamingが出場辞退をしたことにより、繰り上げでmain stageに進出が決定した。初のmain stageであったが、Playoffベスト８まで上り詰める快挙を果たした。

## 現在活動している部門

### 荒野行動

#### 歴史
αD創立当初から活動している部門であり、プロライセンス契約を締結しているチームの一つである。リーダー Bettyを始め、有名選手が活動している。プロ契約では、Sプロとして活動。

#### 所属選手
| プレイヤー名 | 役割    | 加入日   | 前所属                    | 備考     |
| ------------ | ------- | -------- | ------------------------- | -------- |
| べてぃ       | Player  | 2020/2/1 | コングファミリー          | リーダー |
| たこぉ       | Player  | 2021/4/1 | esports team 祝祭【解散】 |          |
| ひよ         | Player  | 2022/8/1 | esports team Calra        |          |
| ろう         | Player  | 2022/8/1 | Flora                     |          |
| らいむ       | Player  | 2023/9/1 | XeNo                      |          |
| らいき       | Player  | 2024/9/1 | esports team Calra        |          |
|              |         |          |                           |          |
| ももけつ     | Manager | 2019/6   |                           |          |

#### 出場大会
- KWL
- FFL
- ASGL
- KOPL

#### 大会実績
- 荒野CHAMPIONSHIP‐王者の絆 総合2位🥈
- 荒野HIGH LEAGUE 王者戦 優勝🥇
- 荒野CHAMPIONSHIP - 夢への道 総合3位🥉

- 荒野CHAMPIONSHIP - 栄光の刻 総合3位🥉
- 2023 KWL 5月度 優勝🥇
- 荒野CHAMPIONSHIP - 出陣の号砲 総合16位
- 荒野CHAMPIONSHIP 2.0 - 時空の扉 総合4位
- 荒野CHAMPIONSHIP - 熾烈な戦場 総合10位

- 2024 ASGL 8月度 優勝🥇
- 2024 KWL 8月度 優勝🥇
- 2024 KOPL Pre-Season 総合5位
- 2024 KWL 9月度 優勝🥇

#### 公式SNS
αD Aves【公式】 - YouTubeチャンネル
αD Aves【公式】 (@oreratuyoi2nd) - X（旧Twitter）

### VALORANT

#### 歴史
2024年1月12日、ストリーマー部門より61ue、ZETA DIVISIONよりniki・abu、他kokuya・Han・Bom Alpha・nologyを迎え、VALORANT部門を正式に設立。現在は、選手・コーチを含め6名で活動。

#### 所属選手
| プレイヤー名 | 役割               | 加入日         | 前所属        | 備考 |  |  |
| ------------ | ------------------ | -------------- | ------------- | ---- |  |  |
| niki         | Player             | 2024年1月12日  | ZETA DIVISION |      |  |  |
| abu          | Player             | 2024年1月12日  | ZETA DIVISION |      |  |  |
| Han          | Player             |                |               |      |  |  |
| EscO         | Player             |                |               |      |  |  |
| caspell      | Player             | 2024年10月17日 |               |      |  |  |
| Savilax      | Coach              | 2024年10月17日 |               |      |  |  |
| スタッフ     |                    |                |               |      |  |  |
| Battachang   | Manager Translator | 2024年3月20日  |               |      |  |  |

#### 出場大会
- VALORANT Challengers Japan 2024 Split2 advance stage
- VALORANT Challengers Japan 2024 Split3 Main stage Playoff best 8

### ストリーマー

#### 歴史
αD設立に伴ってストリーマー部門を設立。現在も、多数の有名ストリーマーが在籍。

#### 所属ストリーマー
| プレイヤー名   | 役割     | 加入日     | 前所属                        | 備考                                      |
| -------------- | -------- | ---------- | ----------------------------- | ----------------------------------------- |
| Strong         | Streamer | 2018/9/23  |                               | 荒野行動部門より移籍                      |
| るぅきぃ       | Streamer | 2021/3/8   |                               | 荒野行動部門より移籍                      |
| 皇帝           | Streamer |            |                               | 荒野行動公認実況者 Sengoku Gaming所属     |
| kok            | Streamer |            |                               | 荒野行動部門より移籍                      |
| コンニャク王子 | Streamer |            |                               | APEX LegendsMOBILE部門解散により移籍      |
| あみ           | Streamer |            |                               |                                           |
| Noah           | Streamer |            |                               | 元αDAves選手 荒野行動部門より移籍         |
| 狂暴           | Streamer | 2019/12/23 |                               | 元αDAves選手 荒野行動部門より移籍         |
| abu            | Streamer | 2024/1/12  | ZETADIVISION/芝刈り機【解散】 | 元荒野行動公認実況者 VALORANT部門より移籍 |
| 81りゅうにき   | Streamer | 2021/6/4   |                               | BC SWELL Lynx (旧モブ吉家)所属            |
| さの           | Streamer | 202        |                               | 元αDAves選手 荒野行動部門より移籍         |

| プレイヤー名 | 役割     | 加入日    | 前所属                          | 備考                       |
| ------------ | -------- | --------- | ------------------------------- | -------------------------- |
| ぬーぶ       | streamer | 2018/9/23 |                                 | 企画運営 KWL解説担当       |
| へちょ       | streamer | 2019/8/27 |                                 | 元荒野行動公認実況者       |
| かいぼー     | streamer | 2022/8/1  | Novice【解散】                  |                            |
| きお         | streamer | 2024/3/16 | Mantis(旧FENNEL Mantis)【解散】 |                            |
| 柊           | streamer | 2024/3/16 | Mantis(旧FENNEL Mantis)【解散】 |                            |
| 木村         | streamer | 2023/7/1  |                                 | TikTok配信者               |
| もなぎも     | streamer | 2023/7/1  |                                 | TikTok配信者               |
| とまちん     | streamer | 2024/5/31 |                                 | 荒野行動公認実況者(TikTok) |

### CREATOR
| プレイヤー名 | 役割    | 加入日        | 前所属                      | 備考                     |
| ------------ | ------- | ------------- | --------------------------- | ------------------------ |
| きゃんさん   | CREATOR | 2024年10月1日 | モブ吉家 (現 BC SWELL Lynx) | 荒野行動部門αDAvesコーチ |

## 過去に活動していた部門

### 荒野行動部門 αDVogel

#### 歴史
2020年3月20日、ふぇいたんが選手として加入し荒野行動部門αDVogelが再始動。のち、荒野行動プロライセンス契約により独立。現在はSプロとしてFENNELと契約し活動。詳しくは、FENNEL Vogel 公式Xを参照。

#### 大会実績
- RAGE ASIA 2020 荒野行動 -Knives Out-  優勝🥇

### APEX LEGENDS部門

#### 歴史
2022年1月13日、選手としてKaronpe,Obly,Parkha、ヘッドコーチとしてLosjinを迎え、正式にAPEX LEGENDS部門を設立。APEX LEGENDS GLOBAL SERIES Championship Grand Final にて10位に入賞。2022年7月31日、契約満了により脱退し解散を発表。

### APEX LEGENDS MOBILE部門

#### 歴史
2022年6月6日、APEX LEGENDS Mobile部門設立を正式に発表。のちに、ストリーマー部門より61ueが移籍、他コンニャク王子とさすけが加入。2023年1月23日、サービス終了により解散を発表。61ue,コンニャク王子はストリーマー部門に移籍、さすけは脱退。

## スタッフ
| 名前                 | 読み                 | 役職           | 備考                 |
| -------------------- | -------------------- | -------------- | -------------------- |
| 石田拳智             | いしだ けんち        | オーナー       | 元荒野行動公認実況者 |
| おとん・じゅんやさん | おとん・じゅんやさん | 経理           |                      |
| ほたるび             | ほたるび             |                | 資料作成担当         |
| 松本ぼきお           | まつもとぼきお       |                | VALORANT部門担当     |
| あるく               | あるく               | マネージャー   |                      |
| ごらん               | ごらん               | マネージャー   |                      |
| とんくら             | とんくら             | 動画編集       |                      |
| へっぷ               | ヘッぷ               | 動画編集       |                      |
| ぼの                 | ぼの                 | 動画編集       |                      |
| ぬーぶ               | ぬーぶ               | 企画           | KWL解説担当          |
| PEACE                | ぴーす               |                | ラップオバケ         |
| 堂村璃羽             | どうむら りう        | Music producer | BLUEMOONMUSIC所属    |

## KWL(Knives out Wednesday League)

### 大会概要
Knives out Wednesday League、通称"KWL"。 αDが主催する、NetEase Games公認の国内最高峰リーグ。 毎週水曜21時に本戦、月曜21時に予選がスタート。 国内トップレベルの強豪プレイヤーたちが王者を目指して熾烈な争いを繰り広げる。詳しくは、KWL 公式Xを参照。

### 大会方式
16チームが参加し、1日程につき3試合を戦う。(MAPは嵐の半島を使用) 月間4日程、計12試合の合計ポイントで最終順位が決定。 なお最終順位により、入れ替え戦への出場チームを決定する。 本戦（4日程）：11-16位が入れ替え戦へ参加 予選（3日程）：1-6位が入れ替え戦へ参加 入れ替え戦は予選DAY3、本戦DAY4の翌週に開催し、上位6チームが本戦に昇格、下位6チームが予選に降格する。

### 大会賞金
- 月間1位：100,000円
- 月間2位：  50,000円
- 月間3位：  30,000円
- 各試合1位： 5,000円
- 最多個人キル賞：10,000円

### 歴代優勝チーム

#### 2019年度
- 1月度 JK
- 2月度 Arcadia Gaming
- 3月度 DIGITAL GATE GAMING
- 4月度 Ak・丸丸
- 5月度 Ak
- 6月度 Ak
- 7月度 DIGITAL GATE GAMING
- 8月度 Arcadia Gaming Mantis
- 9月度 AVALON Gaming
- 10月度 e-sports team Ak
- 11月度 Arcadia Gaming Mantis
- 12月度 e-sports team Ak

#### 2020年度
- 1月度 オー・バビバビ
- 2月度 Arcadia Gaming Mantis
- 3月度 Flora
- 4月度 e-sports team Ak
- 5月度 チームえけえむ(FFLとの合同ドラフト)
- 6月度 Core
- 7月度 祝祭×WISE
- 8月度 祝祭×WISE
- 9月度 Gill
- 10月度 Astral Gaming 祝祭
- 11月度 Carla
- 12月度 Bushibo Gaming Blitz

#### 2021年度
- 1月度 Astral Gaming Gill
- 2月度 たいちん5
- 3月度 Astral Gaming Gill
- 4月度 Ebro's Gaming BACCRAT
- 5月度 Astral Gaming Gill
- 6月度 Nova
- 7月度 Astral Gaming 祝祭
- 8月度 Nova
- 9月度 Bushibo Gaming おやすみ
- 10月度 FENNEL Mantis
- 11月度 Ebro's Gaming Apostel666
- 12月度 Flora

#### 2022年度
- 1月度 Bushibo Gaming おやすみ
- 2月度 Bushibo Gaming おやすみ
- 3月度 Quash
- 4月度 REJECT
- 5月度 FENNEL Mantis
- 6月度 FreeStyle
- 7月度 討伐軍
- 8月度 REJECT
- 9月度 Sengoku Gaming
- 10月度 モブ𠮷家（現  BC SWELL Lynx）
- 11月度 Sengoku Gaming
- 12月度 Sengoku Gaming

#### 2023年度
- 1月度 Astral Gaming 祝祭
- 2月度 玥下 SBI e-Sports
- 3月度 Sengoku Gaming
- 4月度 ふぉれすと
- 5月度 esports team αD team Aves
- 6月度 Bushibo Gaming おやすみ
- 7月度 Flora
- 8月度 BC SWELL Hornet
- 9月度 Flora
- 10月度 Flora
- 11月度 Vogel
- 12月度 Flora

#### 2024年度
- 1月度 esports team Carla
- 2月度 esports team Carla
- 3月度 BC SWELL Lynx
- 4月度 FENNEL Vogel
- 5月度 FENNEL Vogel
- 6月度 Sengoku Gaming
- 7月度 Sengoku Gaming
- 8月度 esports team αD team Aves
- 9月度 esports team αD team Aves

## その他の主催大会

### DSL
大会概要
荒野行動初のデュオ式リーグ戦。総勢40ペアで争う。1部リーグ制で、Mildomにて配信が行われていた。2020年12月以降開催されていない。

### 団体競技トーナメント戦
大会概要
荒野行動界隈初のレジャーにスポットを当てたリーグ戦。2ブロック制のトーナメントで、DAY1・DAY2がブロック予選、DAY3が優勝決定戦となっている。配信はYouTubeで行われている。

## スポンサー・パートナー

### 現在締結している契約
- カラオケ館
- DCRACER
- ASTRO Gaming
- GALLERIA

### 過去に締結していた契約
- CyberZ
- 株式会社BYL
- 来来亭
- K-SWISS
- GINZA KOSO
- Mildom
- 株式会社DAYS GAMING
- LEVEL∞
- 株式会社 SKYTREK
- ICE WATCH
- 三福グループ
- M88マンション